# ベイサイド雄一
ベイサイド 雄一（べいさいど ゆういち、1977年5月7日 - ）は、日本の俳優。劇団ジャムジャムプレイヤーズに所属している。群馬県前橋市出身。
2000年のジャムジャムプレイヤーズ第10回公演『時代』（再演版）で舞台デビュー。

## 出演作品

### 吹き替え
- 悪魔のえじき2（ダグ）
- THE DEFENDER
- 38度線
- スクラップブック　全裸少女監禁記録
- ゾンビ・オブ・ザ・デッド（アンソニー）
- 復活!死亡遊戯!
- ブラッド・フィースト 血の祝祭日2（神父）
- フレッシュ・フォー・ザ・ビースト
- 北極圏対独海戦1944
- ミートマーケット 人類滅亡の日（フェリデン）

### 舞台
- 時代※2000年再演版
- 誰が為にベルはなる
- 煩悩の犬
- タケルとミコト
- 幕は下りない
- 池袋モンパルナス
- ラスト刑事
- リメンバーミー?
- ドッグ★アイ（田所雄二）
- 幽月想夜 かすかなつきよにおもう